# Gens Aurelia

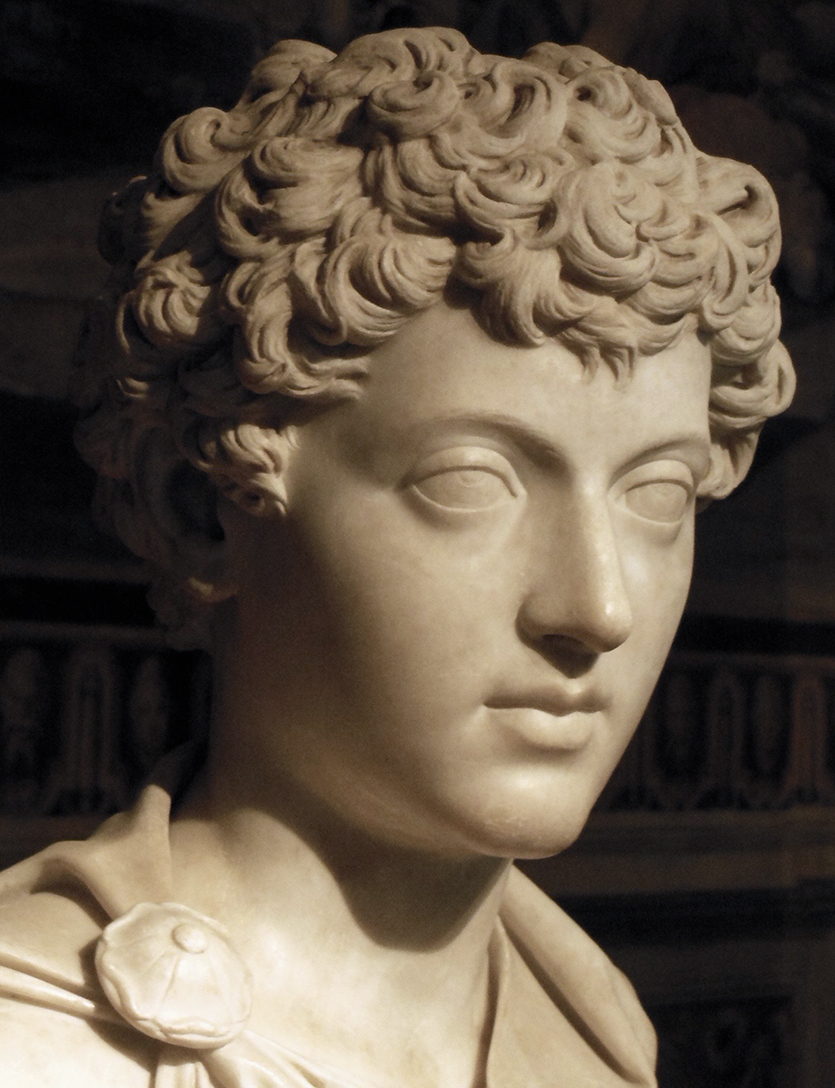
Un giovane Marco Aurelio (Musei Capitolini, Roma)

La gens Aurelia era una famiglia plebea di Roma. Il primo membro della gens che ottenne il consolato fu Gaio Aurelio Cotta nel 252 a.C., dopo il quale gli Aurelii diventarono una famiglia importante nella storia della Repubblica. Gli Aurelii fiorirono sotto l'Impero e molti membri della famiglia divennero magistrati e importanti uomini politici sotto il controllo dell'Imperatore. Il nome diventò così comune che molto spesso era abbreviato Aur., e negli ultimi anni dell'Impero molte persone presero questo nome, tanto che era difficile distinguere tra membri della gens o altri che lo usarono come praenomen.

## Origine
Il nomen Aurelius viene spesso fatto derivare dall'aggettivo latino aureus, "dorato", e probabilmente si riferiva al colore dei capelli del capostipite. Comunque la forma originale del nome era probabilmente Auselius, come le forme originali dei nomina Furia, Numeria, Papiria, Valeria e Veturia che erano Fusia, Numisia, Papisia, Valesia e Vetusia. In questo caso, il termine deriva probabilmente da un nome che indicava il sole, che comunque potrebbe condividere un'etimologia comune con aureus.

## Praenomina
I praenomina usati dagli Aurelii durante la repubblica erano Gaio, Lucio, Marco e Publio. Gli Aurelii Oreste usarono anche il praenomen Gneo. In età imperiale, gli Aurelii Fulvi usarono Tito, Marco e Lucio, mentre gli Aurelii Simmachi usarono Quinto e Lucio.

## Cognomina
I cognomina degli Aurelii sotto la repubblica erano Cotta, Orestes e Scaurus. Sulle monete si trovano i cognomina Cotta e Scaurus e forse anche Rufus, ma l'ultimo non è menzionato dagli storici. Il cognomen Pecuniola, adottato da un membro della gens durante la Prima Guerra Punica, probabilmente si riferisce alla sua condizione di povertà.
Sotto i primi imperatori troviamo una famiglia degli Aurelii con il cognomen Fulvus, dalla quale discende l'imperatore Antonino, il cui nome originale era Tito Aurelio Fulvo. Antonino adottò Marco Annio Vero e Lucio Ceionio Commodo, che diventarono membri della gens Aurelia con i nomi di Marco Aurelio Antonino e Lucio Aurelio Vero.
Dopo la fine dell'Impero Romano d'Occidente gli Aurelii Simmachi aumentarono la loro influenza prosperando per altri due secoli e occupando molte delle cariche più importanti dello stato.

## Membri illustri della gens

### Aurelii Cottae
- Gaio Aurelio L. f. C. n. Cotta, console nel 252 e nel 248 a.C., durante la Prima Guerra Punica.
- Marco Aurelio Cotta, edile nel 216 a.C., nominato decemvir sacrorum nel 203 a.C.
- Gaio Aurelio C. f. C. n. Cotta, console nel 200 a.C.
- Marco Aurelio Cotta, legato di Scipione Asiatico nel 189 a.C., durante la guerra contro Antioco III il Grande.[5]
- Lucio Aurelio Cotta, tribuno militare nel 181 a.C., comandò insieme a Sesto Giulio Cesare la terza legione nella guerra contro i Liguri.[6]
- Lucio Aurelio L. f. C. n. Cotta, console nel 144 a.C.
- Lucio Aurelio L. f. L. n. Cotta, console nel 119 a.C.
- Aurelia L. f. L. n. Cotta, figlia del console del 119 a.C. e madre di Giulio Cesare
- Lucio Aurelio Cotta, pretore nel 95 a.C.;
- Gaio Aurelio M. f. L.n. Cotta, console nel 75 a.C.
- Marco Aurelio M. f. L. n. Cotta, console nel 74 a.C.
- Lucio Aurelio M. f. L. n. Cotta, console nel 65 a.C., e censore nel 64.
- Marco Aurelio M. f. M. n. Cotta, figlio del console del 74 a.C.[1]
- Marco Aurelio Cotta Massimo Messalino, figlio di Marco Valerio Messalla Corvino, adottato nella gens Aurelia, console nel 20.
- Marco Aurelio Contarini, Console romano eletto a Padova, prese parte al terzo Triumvirato Consolare[7] di Rialto, dal 425 al 426[8]
- Aurelio Contarini, figlio di Marco Aurelio, si trasferì nella Laguna veneta in seguito alla invasione barbarica di Attila e divenne Tribuno di Rialto nel 453[8]

### Aurelii Scauri
- Gaio Aurelio Scauro, pretore nel 186 a.C., ottenne la provincia di Sardegna.[9]
- Marco Aurelio M. f. Scauro, triumvir monetalis nel 118 a.C., pretore nel 121 a.C. e console suffetto nel 108 a.C.[10][11]
- Marco Aurelio (M. f.) Scauro, un questore menzionato da Cicerone.[12]

### Aurelii Orestides
- Lucio Aurelio L. f. L. n. Oreste, console nel 157 a.C.[13][14]
- Lucio Aurelio L. f. L. n. Oreste, console nel 126 a.C.
- Gaio Aurelio L. f. L. n. Oreste, un oratore menzionato da Cicerone.[15]
- Lucio Aurelio L. f. L. n. Oreste, console nel 103 a.C. con Gaio Mario, e morto nello stesso anno.[13][16]
- Gneo Aurelio Oreste, praetor urbanus nel 77 a.C., una delle cui decisioni fu annullata da un appello del console Mamerco Emilio Lepido.[17]
- Gneo Aurelio Oreste, adottato nella gens Aufidia come Gneo Aufidio Oreste, console nel 71 a.C.[18][19]
- Aurelia Orestilla, la seconda moglie di Lucio Sergio Catilina.

### Aurelii Fulvi
- Tito Aurelio Fulvo, console nell'85 e praefectus urbi.
- Tito Aurelio T. f. Fulvo, console nell'89, padre dell'imperatore Antonino Pio.
- Tito Aurelio T. f. T. n. Fulvo Boionio Arrio Antonino, meglio noto come Antonino Pio, imperatore dal 138 al 161.
- Marco Aurelio T. f. T. n. Fulvo Antonino, figlio di Antonino Pio, morto prima del 138.
- Marco Galerio Aurelio T. f. T. n. Antonino, figlio di Antonino Pio, morto prima del 138.
- Aurelia T. f. T. n. Fadilla, figlia di Antonino Pio e moglie di Lucio Lamia Silvano (console nel 154), morta nel 135.
- Marco Aurelio Antonino, nato Marco Annio Vero, nipote di Antonino Pio e imperatore dal 161 al 180.
- Lucio Aurelio Vero, nato Lucio Ceionio Commodo, imperatore con Marco Aurelio dal 161 al 169.
- Annia Aurelia M. f. Galeria Faustina, figlia di Marco Aurelio e moglie di Gneo Claudio Severo.
- Annia Aurelia M. f. Galeria Lucilla, figlia di Marco Aurelio e moglie di Lucio Vero.
- Tito Elio Aurelio M. f., figlio di Marco Aurelio, probabilmente morto giovane.[1]
- Tito Aurelio M. f. Fulvo Antonino, figlio di Marco Aurelio e fratello gemello di Commodo, morto nel 165.
- Lucio Aurelio M. f. Commodo Antonino, figlio di Marco Aurelio e imperatore dal 177 al 192.
- Annia Aurelia M. f. Fadilla, figlia di Marco Aurelio e moglie di Marco Peduceo Plauzio Quintillo.
- Vibia Aurelia M. f. Sabina, figlia di Marco Aurelio e moglie di Lucio Antistio Burro.

### Aurelii Symmachi
- Marco Aurelio Valerio Tulliano Simmaco Fosforio, figlio di Aurelio Ermogene (gran sacerdote dell'Asia), proconsole dell'Acaia e console nel 330.[20]
- Lucio Aurelio M. f. Avianio Simmaco, praefectus urbi nel 364, console suffectus nel 376.
- Quinto Aurelio L. f. M. n. Simmaco, praefectus urbi nel 384 e console nel 391.
- Quinto Fabio Q. f. L. n. Memmio Simmaco, praefectus urbi nel 418.
- Quinto Aurelio Q. f. Q. n. Simmaco, console nel 446 con Flavio Ezio.
- Quinto Aurelio Q. f. Q. n. Memmio Simmaco, console nel 485, praefectus urbi.
- Galla, figlia del console del 485, santa della Chiesa cattolica.
- Rusticiana, figlia del console del 485, sposò Anicio Manlio Torquato Severino Boezio, martire e console nel 487.

### Aurelii Domizii
- Lucio Domizio Aureliano, noto anche come Aureliano, Imperatore del terzo secolo.

### Altri
- Lucio Aurelio Gallo, console
- Sant'Ambrogio,vero nome Aurelio Ambrogio, vescovo di Milano dal 374 al 397